# 明車鉉
明 車鉉（ミョン・チャヒョン、韓国語: 명차현、ラテン文字転写: Myong Cha-hyon、1990年3月20日 - ）は、北朝鮮のサッカー選手。ポジションはMF。同国代表。

## 概要
2009年夏、ソベクスの他の2人の選手、安日范、李光一と共にセルビアに渡り、FKラドニチュキ1923と1年間の契約を結び、セルビア3部リーグの1つ、スルプスカ・リーグ・ザパドに参加をした。
2010年から北朝鮮代表に招集されている。2016年9月までに公式戦3試合出場2得点の他、2016年に非公式戦1試合に出場している。
それ以前にも、2007 FIFA U-17ワールドカップに出場したU-17北朝鮮代表の一員として、4試合に出場している。その後には、U-19サッカー北朝鮮代表としてAFC U-19選手権2008に出場。